# Provincia di Rimini
La provincia di Rimini è una provincia italiana dell'Emilia-Romagna di 340 882 abitanti avente come capoluogo Rimini. È la provincia dell'Italia settentrionale situata più a sud. Confina a sud con le Marche (provincia di Pesaro e Urbino) e con la Repubblica di San Marino, a est con il Mar Adriatico, a nord con la provincia di Forlì-Cesena, a ovest con la Toscana (provincia di Arezzo).
La provincia di Rimini è stata istituita sulla carta nel 1992, distaccandosi dal territorio dell'allora provincia di Forlì che contestualmente assumeva il nome di provincia di Forlì-Cesena. Le prime elezioni e l'entrata in carica del primo consiglio provinciale sono avvenute nel 1995. 
Nel 2009 si è ingrandita inglobando sette comuni dell'Alta Valmarecchia:
Casteldelci, Maiolo, Novafeltria, Pennabilli, San Leo, Sant'Agata Feltria e Talamello, precedentemente compresi nel territorio della provincia di Pesaro e Urbino, nella regione Marche. Dopo un referendum locale, il parlamento ha dato via libera al passaggio di regione dalle Marche all'Emilia-Romagna. 
Nel 2021 dopo un lungo iter parlamentare analogo a quello condotto dai comuni dell'Alta Valmarecchia anche i comuni di Montecopiolo e Sassofeltrio sono entrati a far parte della provincia di Rimini.
Territorio di lunga tradizione turistica, la provincia di Rimini è celebre per le località balneari della Riviera romagnola di Rimini, Riccione, Cattolica, Bellaria-Igea Marina e Misano Adriatico che si estendono lungo i suoi 30 km di costa lungo il Mare Adriatico.
La provincia circonda anche un'enclave, quella toscana di Ca' Raffaello.

## Geografia fisica
Il territorio provinciale di Rimini, delimitato parzialmente a nord dal corso del torrente Uso, che lo divide dalla provincia di Forlì-Cesena e a sud dal torrente Tavollo, che lo separa dalle Marche (provincia di Pesaro-Urbino), si compone di cinque aree morfologicamente e paesaggisticamente omogenee. Il settore nord-orientale della provincia, costituito dall'estrema parte meridionale della Pianura Padana (tra i comuni di Rimini, Bellaria-Igea Marina e Santarcangelo di Romagna) è prevalentemente agricolo, anche se notevolmente trasformato dalla presenza di insediamenti residenziali (Santarcangelo, San Vito, Santa Giustina, Orsoleto), aree produttive (Santarcangelo e Rimini Nord), poli commerciali (Rimini Nord), infrastrutture stradali e ferroviarie (SS 9 Via Emilia, Autostrada A14, ferrovia Bologna-Ancona). Lungo il Mare Adriatico, che rappresenta il limite orientale del territorio provinciale, si estende una lunga e stretta fascia litoranea pianeggiante, interamente occupata dalla conurbazione costiera della Riviera romagnola, estesa senza soluzione di continuità da Cervia a Gabicce Mare. Il principale centro di questa conurbazione, nonché della provincia, è la città di Rimini, che rappresenta anche il maggiore snodo di comunicazioni verso le altre città della Pianura Padana e verso l'entroterra. La costa sabbiosa è particolarmente bassa ed è caratterizzata da una spiaggia molto ampia.
La gran parte dei settori occidentali e meridionali della provincia (esclusa la zona costiera) è costituita da rilievi collinari, progressivamente più alti verso l'entroterra. Le due valli principali – quelle del Marecchia e del Conca – presentano caratteri molto differenti. La prima è caratterizzata da una serie di formazioni rocciose aspre e dirupate (gli speroni di Torriana, Montebello, Saiano, Verucchio, San Leo, Pietracuta e, fuori dal territorio provinciale, il Monte Titano, su cui sorge la capitale della Repubblica di San Marino), mentre il paesaggio della Valconca è costituito da colline basse e dal profilo più dolce. La porzione più sud-occidentale della provincia, corrispondente all'alta Valmarecchia e all'alta Valconca, comprende infine alcuni rilievi montuosi dell'Appennino tosco-romagnolo, con il massiccio del Monte Carpegna (1415 m) che divide le due vallate sopracitate e rappresenta anche la cima più elevata dell'intera provincia. In questa area, che presenta una bassa densità di popolazione e una relativamente modesta antropizzazione, il paesaggio agrario è limitato, e lascia spazio a pascoli e boschi misti di latifoglie decidue.

### Fiumi e laghi
La provincia di Rimini è percorsa da sette fiumi e torrenti: l'Uso, il Marecchia, l'Ausa, il Marano, il Conca, il Ventena e il Tavollo. Il fiume principale è il Marecchia, che nasce dalle sorgenti dell'Alpe della Luna, in provincia di Arezzo, e scorre per circa 70 km sfociando nel Mare Adriatico presso la città di Rimini. I torrenti Ausa e Marano nascono nella Repubblica di San Marino. Sul territorio provinciale non sono presenti laghi naturali di particolare importanza; l'unico invaso artificiale di rilevanti dimensioni è il bacino del Conca, costruito lungo il corso dell'omonimo torrente a ridosso del tracciato dell'autostrada A14 tra i comuni di Misano Adriatico e San Giovanni in Marignano.

## Storia

### Simboli
Lo stemma e il gonfalone sono stati concessi con decreto del presidente della Repubblica del  20 febbraio 1996:
L'immagine dell'imbarcazione si ispira a un bassorilievo di Agostino di Duccio presente nel Tempio malatestiano di Rimini.
Il gonfalone è un drappo in colore bianco.

## Infrastrutture e trasporti

### Strade
La provincia di Rimini è servita dall'Autostrada A14 Adriatica, attraverso quattro caselli: Rimini Nord, Rimini Sud, Riccione e Cattolica. I collegamenti con il resto della penisola sono garantiti anche da tre strade statali (la SS9 Via Emilia, diretta a Milano; la SS16 Adriatica, che conduce a Padova a nord e a Otranto a sud; la Strada statale 258 Marecchia, che conduce a Sansepolcro, dove si collega con la Strada europea E45), mentre la vicina Repubblica di San Marino è raggiungibile attraverso la SS72, che oltre il confine di stato assume la denominazione di Superstrada di San Marino.

### Ferrovie
La provincia di Rimini è servita da due linee ferroviarie: la ferrovia Bologna-Ancona e la ferrovia regionale Ferrara-Rimini.
L'unica stazione di diramazione del territorio provinciale, nonché la maggiore per flusso di passeggeri annuo, è la stazione di Rimini gestita da RFI. Le altre sono le stazioni di Bellaria, Cattolica-San Giovanni-Gabicce, Misano Adriatico, Riccione, Rimini Miramare, RiminiFiera e Santarcangelo di Romagna. Infine ci sono le altre stazioni della provincia – Igea Marina e le due stazioni secondarie del capoluogo sulla linea Ferrara-Rimini (Rimini Viserba e Rimini Torre Pedrera).

## Comuni
Appartengono alla provincia di Rimini i seguenti 27 comuni:
- Bellaria-Igea Marina
- Casteldelci
- Cattolica
- Coriano
- Gemmano
- Maiolo
- Misano Adriatico
- Mondaino
- Montecopiolo
- Montefiore Conca
- Montegridolfo
- Montescudo-Monte Colombo
- Morciano di Romagna
- Novafeltria
- Pennabilli
- Poggio Torriana
- Riccione
- Rimini
- Saludecio
- San Clemente
- San Giovanni in Marignano
- San Leo
- Sant'Agata Feltria
- Santarcangelo di Romagna
- Sassofeltrio
- Talamello
- Verucchio

## Variazioni amministrative e territoriali
L'Alta Valmarecchia fece parte fino al 1796 della Legazione di Romagna (Stato Pontificio), ma fu annessa alla delegazione di Urbino e Pesaro con motu proprio di Pio VII il 6 luglio 1816. Con la fine del potere temporale della Santa Sede (1859), il territorio passò alla provincia di Pesaro (la provincia di Pesaro e Urbino è nata l'anno successivo); tale assetto rimase inalterato fino al 2009 quando, in seguito a diversi referendum popolari, i sette comuni dell'alta Valmarecchia votarono la ricongiunzione con il territorio riminese. In quell'anno l'alta Valmarecchia è entrata a far parte della provincia di Rimini e della regione Emilia-Romagna. Le Marche hanno interposto ricorso alla Corte costituzionale, ma esso è stato ritenuto infondato nel luglio 2010. Anche quattro comuni della valle del Conca hanno promosso referendum per l'aggregazione alla provincia di Rimini: Montecopiolo, Sassofeltrio, Monte Grimano Terme e Mercatino Conca, ma solo nei primi due è stato raggiunto il quorum con esito positivo. Sant'Agata Feltria è anche comune onorario della città metropolitana di Genova.
Il 25 maggio 2021 si è concluso al Senato della Repubblica un lungo iter legislativo durato 14 anni che ha portato all'approvazione definitiva del disegno di legge di aggregazione dei comuni di Sassofeltrio e Montecopiolo alla provincia di Rimini, in Emilia-Romagna. La legge è entrata in vigore il giorno successivo rispetto alla data di pubblicazione in Gazzetta ufficiale, il 17 giugno 2021.

### Comuni più popolosi
Di seguito sono riportati i comuni superiori ai 10 000 abitanti ordinati per popolazione:
| Pos. | Comune                   | Abitanti | Stemma |
| ---- | ------------------------ | -------- | ------ |
| 1º   | Rimini                   | 150 459  |        |
| 2º   | Riccione                 | 34 418   |        |
| 3º   | Santarcangelo di Romagna | 22 281   |        |
| 4º   | Bellaria-Igea Marina     | 19 495   |        |
| 5º   | Cattolica                | 16 611   |        |
| 6º   | Misano Adriatico         | 14 133   |        |
| 7º   | Coriano                  | 10 505   |        |
| 8º   | Verucchio                | 10 085   |        |

## Galleria d'immagini

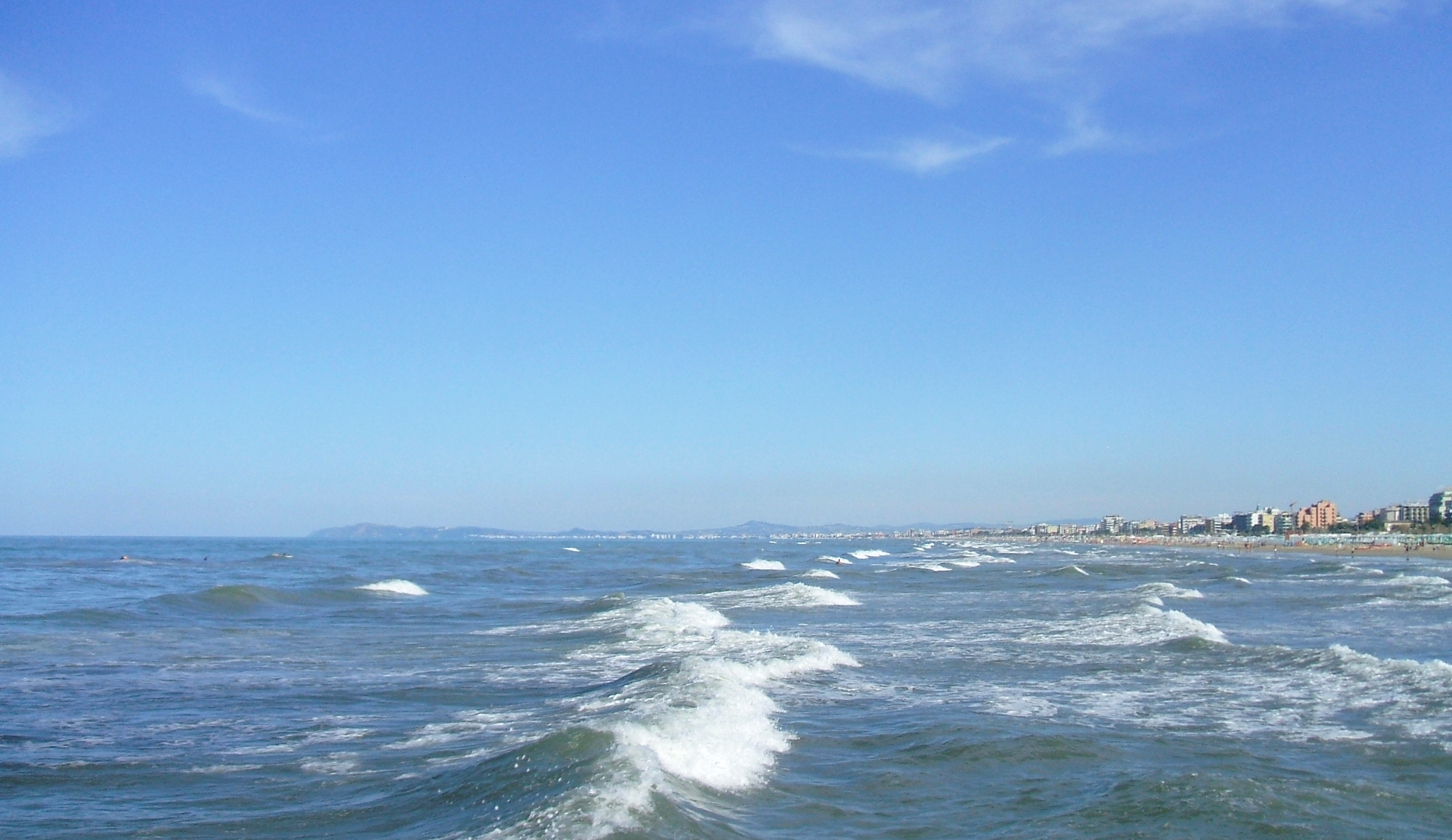
Rimini
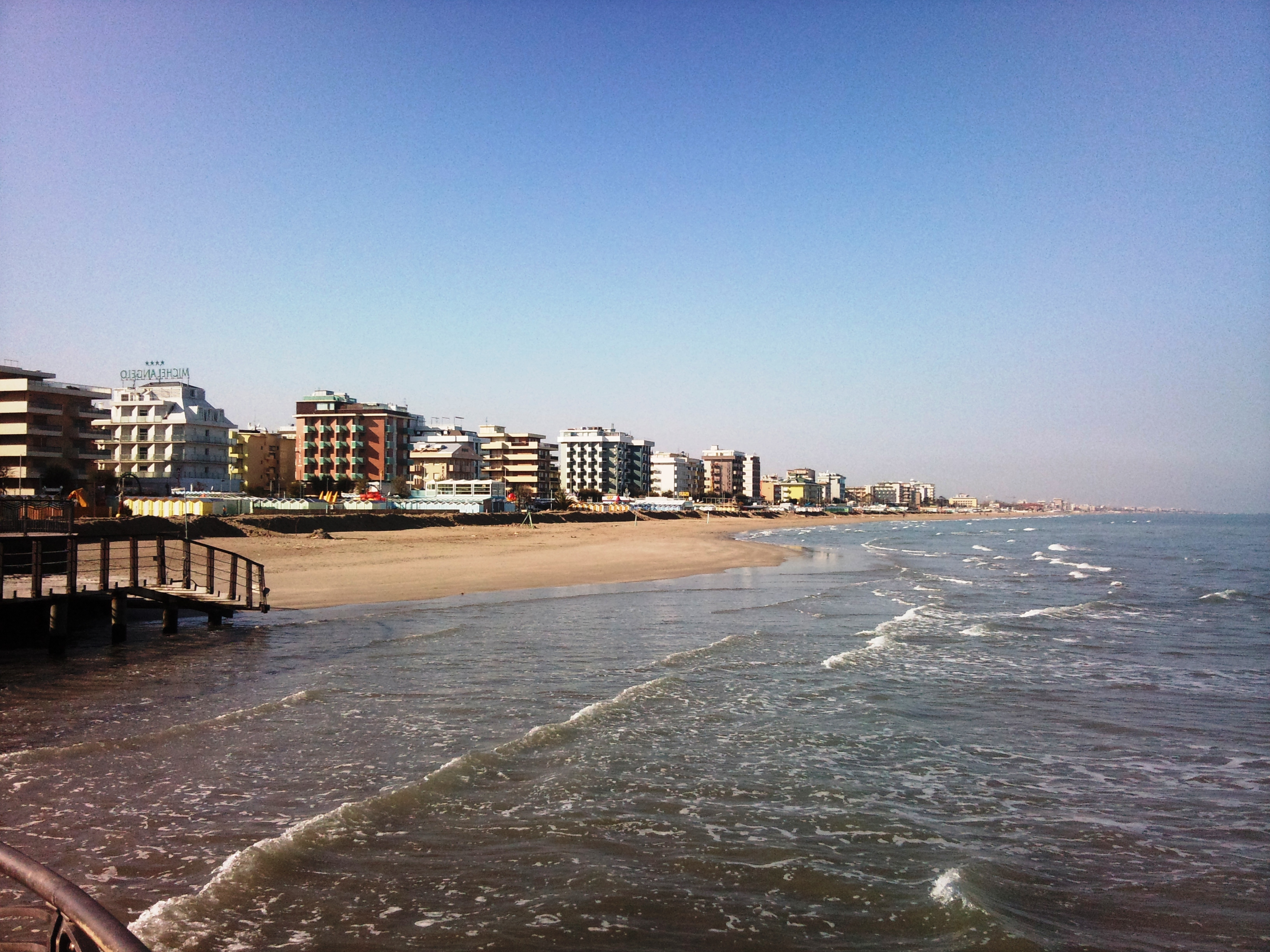
Riccione
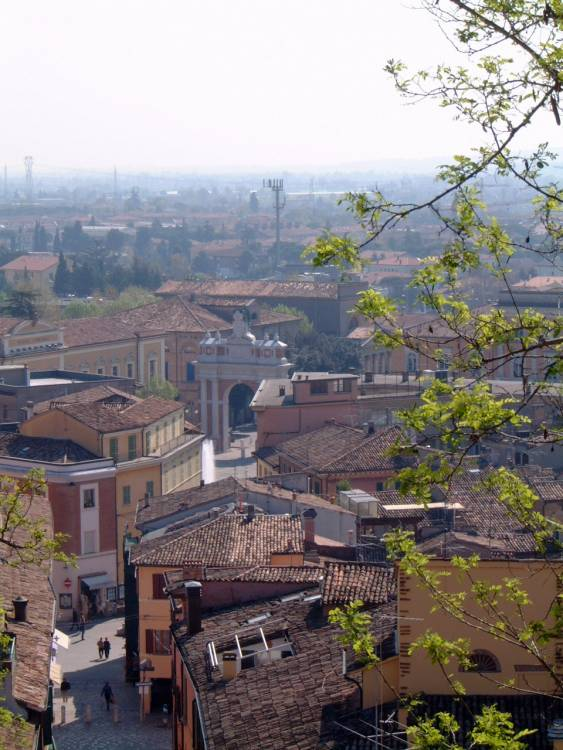
Santarcangelo di Romagna
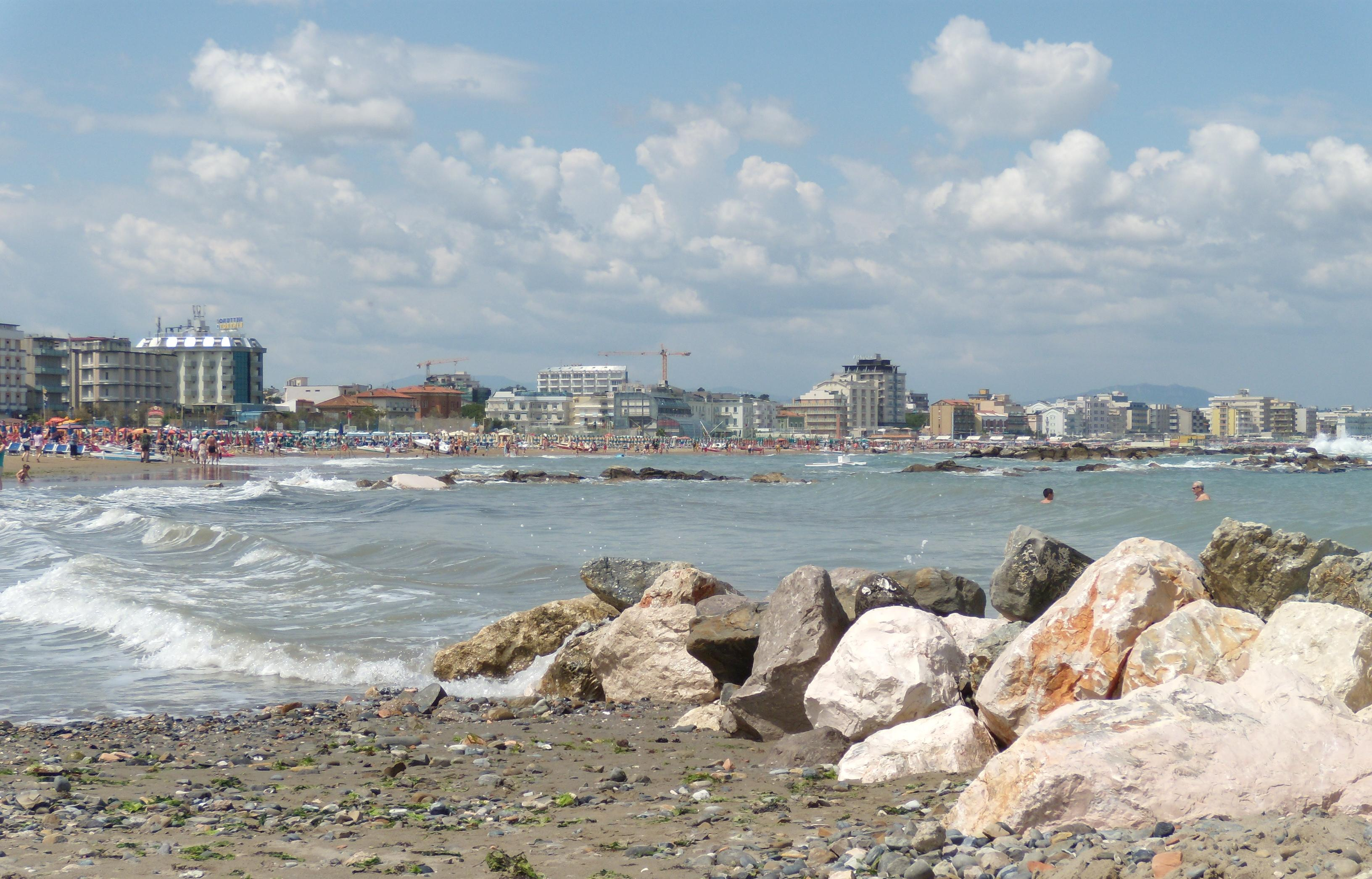
Cattolica
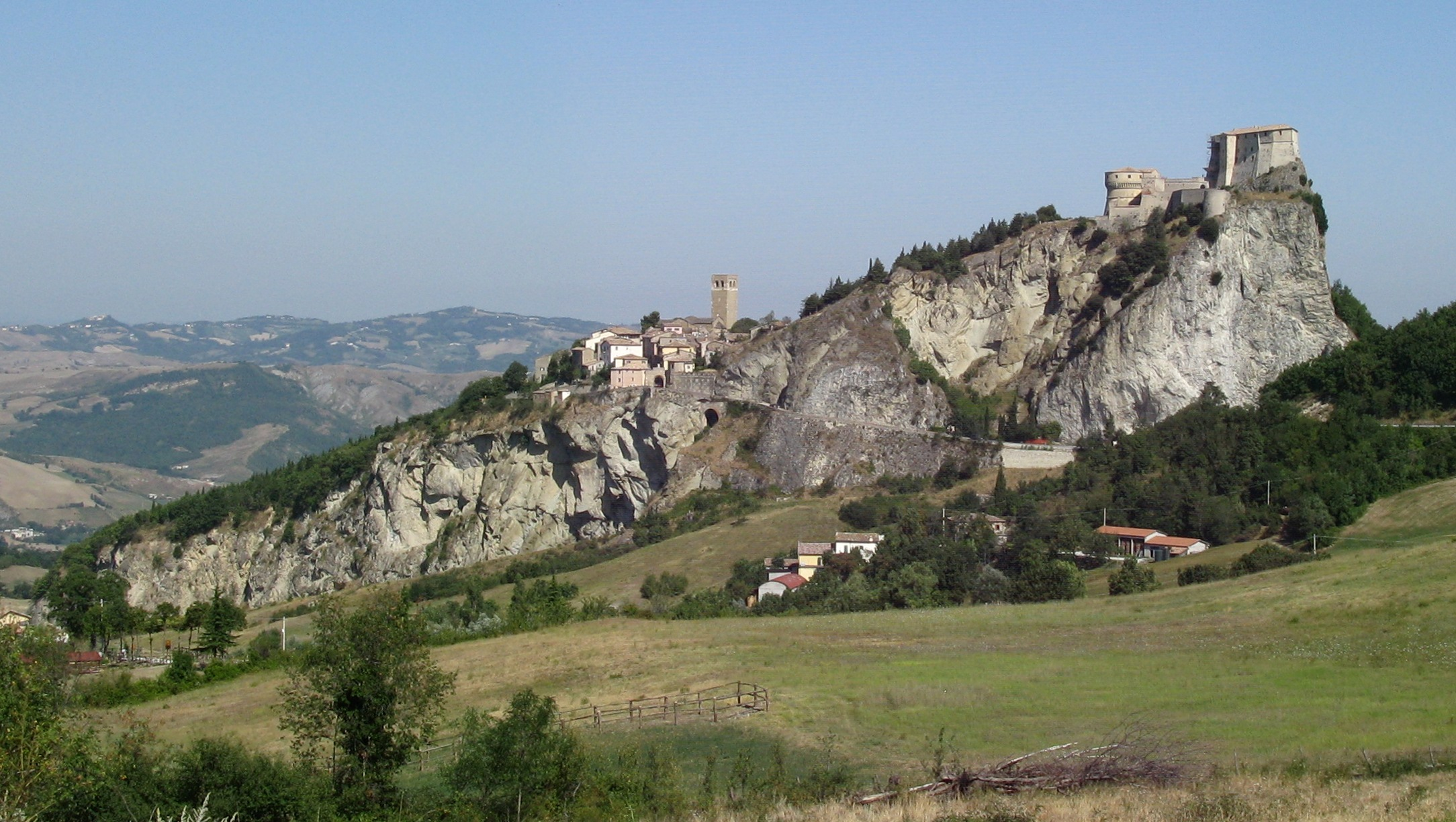
San Leo
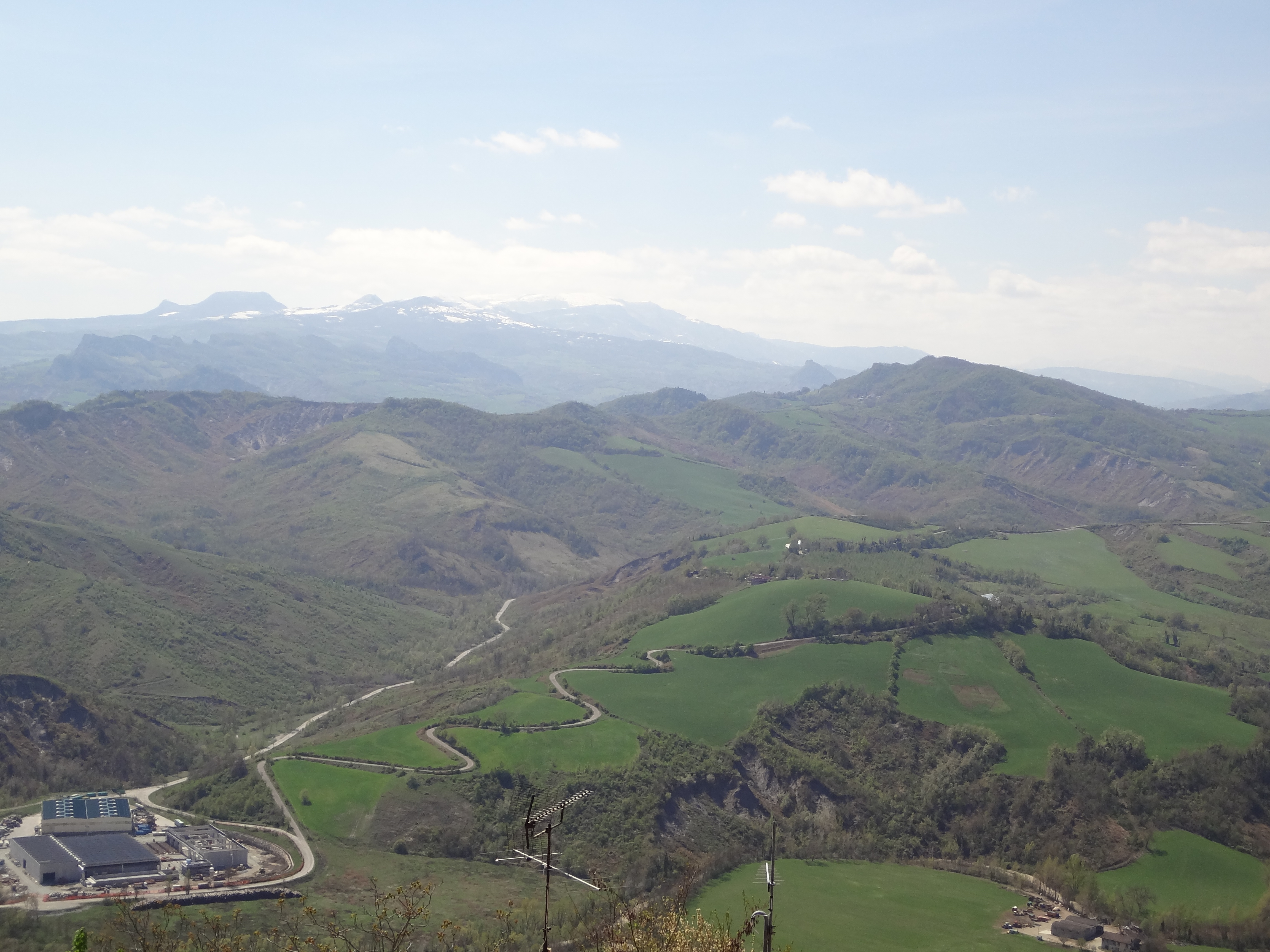
Appennino riminese